# Cyril Ramaphosa
Matamela Cyril Ramaphosa (Soweto, 1952. november 17. –) dél-afrikai üzletember és politikus, az Afrikai Nemzeti Kongresszus pártelnöke, 2018 óta a Dél-afrikai Köztársaság 5. elnöke. Apartheidellenes aktivistaként és szakszervezeti vezetőként vált ismertté.

## Pályafutása
Ramaphosa országos ismertségre a bányászok nemzeti uniója, Dél-Afrika legnagyobb és legbefolyásosabb szakszervezetének főtitkáraként tett szert. 1991-ben az Afrikai Nemzetközi Kongresszus főtitkárának választották Nelson Mandela elnöksége alatt, az apartheid-rendszernek véget vető tárgyalások során az ANK elsődleges tárgyalója volt. A Dél-afrikai Köztársaság 1994. évi első teljesen demokratikus választása során az alkotmányozó népgyűlés elnökének választották. 1996-ban visszavont a politikától és üzletemberként tevékenykedett tovább.
A politikába 2012-ben tért vissza, ezután Jacob Zuma elnöksége alatt az ország alelnöke volt. 2017-ben pártja elnökének választották, Zuma lemondása után 2018. február 15-én az országgyűlés a Dél-afrikai Köztársaság elnökének is megválasztotta. A 2019. évi választások után kezdte meg első teljes hivatali ciklusát, a 2024. évi választások óta, amelyekben az ANK történelmében először elvesztette abszolút parlamenti többségét, nemzeti egységkormány élén vezeti a Dél-afrikai Köztársaságot.